# Trine Jepsen
Trine Randbo Jakobsen (født Jepsen , 29. september 1977 i Holsted) er en dansk sangerinde, tv-vært, direktør og politiker. Hun vandt Dansk Melodi Grand Prix 1999 sammen med Michael Teschl og var i 2001 med at til stifte popgruppen EyeQ.

## Opvækst og uddannelse
Trine Jepsen stammer fra Holsted hvor hendes forældre havde en tv- og radioforretning. Hun har en diplomuddannelse i ledelse, kunst og kultur fra Den Danske Scenekunstskole fra 2016.

## Musik- og tv-karriere
Hun fik sit gennembrud i 1999, da hun sammen med Michael Teschl vandt Dansk Melodi Grand Prix 1999 på DR1 med sangen "Denne Gang". Ved Det internationale Melodi Grand Prix samme år i Jerusalem i Israel opnåede de to en 8. plads med sangen, som oversat til engelsk hedder "This Time I mean It". I 2001 medvirkede hun i programmet Popstars på TV 2, som hun vandt sammen med Sofie Hviid, Julie Næslund og Louise Lolle, og sammen dannede de gruppen EyeQ. Gruppen opnåede stor kommerciel succes med et samlet salg på over 150.000 solgte album frem til 2003, hvor gruppen gik i opløsning.
I 2005 medvirkede hun i rollen som sangerinden Wilma i Gladsaxe Ny Teaters forestilling "Maratondansen", hvor hun spillede sammen med Dejan Čukić, Iben Hjejle og Paw Henriksen. Hun medvirkede i Dansk Melodi Grand Prix 2006, sammen med Christian Bach med sangen "Grib Mig". Samme år turnerede hun med Stig Rossen som gæstesolist på hans julekoncert-turné. Den 2. september 2006 spillede hun den ene af hovedrollerne i Disneys musicaludgave "Aida", der havde skandinavienspremiere på Holstebro Musikteater. I oktober 2006 blev hun vært på TV 2s "Quiz Direkte" sammen med Maria Hirse og Tina Bilsbo.
I 2007 var hun vært på Kanal 4s datingprogram Bonde søger brud. Hun spillede også hovedrollen som Tante Sofie i musicalen "Folk og røvere i Kardemomme by" i Herning Kongrescenter og rollen som Grizabella i "Cats" på Holstebro Musikteater. I 2008 spillede hun Belle i "Skønheden og udyret" på Messecenter Herning og spillede yderligere sammen med Sofie Lassen-Kahlke i "Baronessen på Benzintanken" på Herning Musikteater. Hun blev også tilrettelægger og studievært på Skala FM under morgenradioshowet Morgenministeriet, hvor hun stoppede i august 2011. Hun medvirkede i Dansk Melodi Grand Prix 2009 med sangen "I'll Never Fall in Love Again". Hun turnerede også med Johnny Deluxe på gruppens forårs- og sommerturné i 2009.
I 2010 spillede hun Ursula i "Den lille Havfrue" på Musikteatret Holstebro, hvor hun spillede sammen med Anna David og Silas Holst. I 2011 medvirkede hun i ABBA-musicalen "The Visitors" i Musikhuset Aarhus. I 2012 havde hun hovedrollen i den roste musical "Evita" på Black Box Theatre i Holstebro i rollen som præsidentfruen Eva Peron, og spillede sammen med Mads Knarreborg og Bjarne Henriksen. Det var ellers Christiane Schaumburg-Müller, der skulle have spillet hovedrollen, men på grund af sygdom meldte hun fra.

## Lederkarriere
Trine Jepsen var leder af musical- og teaterlinjen i Dansk Talentakademi i Holstebro fra 2011 til 2016 og direktør i Fonden Nørre Vosborg ved Vemb fra 2015 til 2019. I 2019 blev hun administrerende direktør i Schackenborg Fonden som ejer Schackenborg Slot i Møgeltønder. Hun er siden fratrådt denne stilling og er i 2024 selvstændig iværksætter.

## Politik
I februar 2024 blev Trine Jepsen folketingskandidat for Venstre i Herning Nordkredsen.

## Privatliv
Trine Jepsen var fra 2002 til 2003 i et forhold med musikmanageren Jesper Bay. De skulle have været gift den 23. august 2003 i Søllerød Kirke, men brylluppet blev udsat og de gik hver til sit. I dag er hun bosat i Herning med sin mand, der driver sit eget IT-firma og sammen har de to børn.